# Hung gar
O Hung Ga Kuen (洪家拳), Hung Ga (洪家), Hung Kuen (洪拳) ou hong jia quan (洪家拳) (em língua mandarim) é um sistema de kung fu desenvolvido no século XVII. Está associado ao herói popular chinês Wong Fei-hung, que foi mestre de Hung Ga. Considerado um sistema Nan Quan, este é um dos 5 principais sistemas do sul da China (Hung Ga, Mok Ga, Choy Ga, Lau Ga e Li Ga). Sua tradução é boxe da família Hung, e se baseia no boxe do tigre e da garça.
De acordo com a lenda, foi criado em homenagem a Hung Hei-kung, que fora aluno do abade Jee Sin Sim See, um monge Chan (Zen) budista no Templo Shaolin do Sul. Jee Sin Sim See foi, também, o mestre de quatro outros estudantes: Choy Gau-lee, Mok Da-si, Lau Sam-ngan e Li Yao-san - que, junto de Hung Hei-kung, são os patriarcas das 5 famílias principais de kung fu sulista.
Trata-se de um estilo de luta baseado nos cinco animais básicos Shao Lin: Tigre, Garça, Serpente, Dragão e o Leopardo. Além dos cinco elementos (madeira, metal, água, fogo e terra).

## História
Hung Hei-kung, originalmente, tinha o sobrenome Jyu (Jyu Hei Kung) e era um mercador de chá. Após um desentendimento com membros duma classe nobre de Manchus, durante a dinastia Qing (quando os Manchus governavam a China), ele se refugiou no Templo Shao Lin do Sul, que acredita-se ter sido em Fujian - um ponto de resistência contra a dominação Manchu e contra a dinastia Qing, principalmente após a destruição do principal Templo Shao Lin, em Henan. Após algum tempo, o templo sulista também foi destruído.
Ao se refugiar no templo, Hei Kung foi aceito como aluno pelo abade Jee Sin Sim See, que, em pouco tempo, percebeu sua habilidade e dedicação ao Kung Fu de Shaolin. Jee Sin Sim See estava impressionado por estas qualidades e logo começou a ensinar-lhe o Hei Hu Quan (黑虎拳 - "Punho do Tigre Negro" - o estilo externo de maior força física, trabalho duro e agressividade criado em Shaolin), no qual era especializado. Logo após 6 anos, Hei Kung se tornou o número 1 dos rebeldes que estavam no templo apenas para aprender a lutar, e não para aprender a religião budista. Entretanto, logo após isto, o governo Qing destruiu o templo, porque estava dando abrigo a muitos rebeldes que gostariam de restaurar a última dinastia verdadeiramente chinesa, a dinastia Ming.
Com a queda do Templo Shao Lin do Sul, de acordo com algumas fontes, Hei Kung e Jee Sin Sim See uniram-se a grupos de atores de ópera chinesa que se transportavam em barcos vermelhos (Hung Sheun), para se esconderem, e atravessaram toda a China com eles. Nestes grupos, os rebeldes treinavam o Kung Fu Shaolin sob o disfarce circense - já que o governo proibira qualquer referência a Shaolin. Numa destas viagens, Hei Kung conheceu Fong Wing-chun, sobrinha do lendário Fong Sai-yuk (filha dele de acordo com outras fontes) e expert no estilo da Garça Shaolin. Fong ensinou, à sobrinha, as técnicas da Garça de Shaolin num sistema que usava ataques rápidos de bicar e também enfatizava o equilíbrio e técnicas de chutes rápidos. À época, Jee Sin Sim See havia sido assassinado, assim como Fong Sai-yuk, e acreditava-se que tinha sido o mesmo homem o assassino (Pai Mei em algumas fontes). Hung Hei-kung aprende o estilo da Garça com Fong Wing-chun, com quem se casa, e vinga-se da morte de seu mestre e do tio (ou pai) de sua esposa.
Hung Hei-gung, então, abriu, secretamente, uma escola de Kung Fu no Templo do Grande Buda, em Cantão, para treinar revolucionários. De acordo com as lendas, ele teve que adaptar suas técnicas porque os chutes rápidos e altos típicos do Norte eram inapropriados para os habitantes do Sul, que eram fisicamente mais baixos que os do Norte - o povo cantonês era mais baixo e mais atarracado e preferia usar métodos de mão. As lendas dizem que o povo sulista remava mais, assim desenvolvendo mais os braços para técnicas de mãos, e que as bases no treinamento eram bem baixas e largas para a prática em barcos e lugares alagados ou escorregadios. Ele chamou sua arte de Hung Ga Kuen, ou "Punho da Família Hung", principalmente para esconder suas relações com Shaolin - quem fosse pego praticando as artes de Shaolin era executado. Com a proibição da prática do Kung Fu removida, Hung Hei-gung começou a ensinar abertamente sua arte, e abriu uma escola na cidade de Fa, na província de Cantão.
Depois de estabilizado e famoso como professor e artista marcial, Hung Hei-gung recebeu, como discípulo, um irmão marcial seu, Lok Ah-choy, perito na técnica Shaolin dos Cinco Animais. Os dois juntos realizaram grandes façanhas que foram contadas de geração após geração até nossos dias. Após um tempo, alunos e mestres se separaram, e Lok Ah-choy abriu sua própria escola, onde teve muitos discípulos. Os dois melhores estudantes foram Wong Tai e depois o filho deste, Wong Kay-yin. Mais tarde, estes se uniram aos "Dez tigres de Cantão", um importante grupo de mestres, os melhores lutadores de Cantão, que lutavam para defender os cidadãos da tirania dos Manchus. A fama de Wong Kay-yin só foi ultrapassada pela de seu próprio filho, Wong Fei Hung. A fama de Wong Fei Hung foi relatada em inúmeros filmes e, até hoje, ele é um importante herói patriota do povo chinês.
Graças à rotina de seu pai, Wong Fei Hung, desde cedo, teve que viajar por toda a China. Graças a isso, pôde conhecer inúmeros mestres. Numa dessas viagens, tornou-se discípulo do mestre Lam Fuk-sing, que fora discípulo de Tid Kiu-sam. O mestre Lam Fuk-sing passou, a Wong Fei Hung, todo o conhecimento que possuía, incluindo a rotina Tid Sin Kuen, criada por Tid Kiu-sam. O mestre Wong teve um importante aluno, Lam Sai-wing, que nasceu em 1860 e morreu em 1943. Em muitas vezes, Lam o substituiu em lutas, o que rendeu-lhe notável fama. Depois da morte de Wong Fei Hung, em 1924, Lam Sai Wing continuou com a divulgação do Hung Ga abrindo sua própria escola.
Lam Sai-wing teve diversos alunos: entre eles, os mais famosos são os grão-mestres Lam Jo e Chiu Kao, patriarcas das famílias mais numerosas de Hung Ga hoje em dia. 
A disseminação do estilo no sul da China, particularmente nas províncias de Cantão e Fujian, deveu-se à alta concentração de atividades anti-Qing nessa região. A sociedade Hung Mun surgiu na década de 1760 como a "Sociedade do Céu e da Terra". Seus fundadores vinham da prefeitura de Zhangzhou, na província de Fujian, na fronteira com Cantão, onde alguns de seus fundares haviam organizado uma sociedade precursora em Huizhou. Cantão e Fujian permaneceram sendo a principal base da sociedade Hung Mun, embora ele tenha se espalhado por outras regiões nas décadas seguintes. Embora a família Hung certamente praticasse vários estilos de artes marciais, as artes de Cantão e Fujian ficaram sendo as mais associadas ao hung gar. 
Apesar de suas diferenças, as linhagens de Wong Fei-hung, Yuen Yik-kai, Leung Wah-chew e Jeung Kei-ji traçam suas origens a esta área e a este período, são estilos dos cinco animais e reivindicam origem em Shaolin. O hung gar do norte, ao contrário, não é um estilo dos cinco animais, e data do século XVI. 

## Sistema
O Hung Ga é baseado em posições baixas e fortes, deslocamentos estáveis e penetrações diretas; com ênfase na força dos membros superiores da resistência ao esforço, e em fortes técnicas de mão, sendo notáveis a mão de ponte e a versátil garra de tigre. Incide sobre o desenvolvimento de braços e pernas fortes, alicerçado na posição no cavalo (Sei Ping Ma), e no condicionamento dos antebraços (Da Sam Sing - "Explosão das Três Estrelas"). Sua habilidade é adquirida através do desenvolvimento de 3 partes: uma ginástica corporal completa, o combate livre e as formas (taolu), que são um conjunto de técnicas coreografadas, servindo de "livro" para os praticantes. Quatro são consideradas os pilares do Hung Ga, são elas:
1. Gung Gee Fuk Fu Kuen (工字伏虎拳, "Domando o Punho do Tigre na Forma da Letra Kung - Trabalho"); treina as técnicas básicas do estilo, ao mesmo tempo em que desenvolve a resistência. Sua origem se encontra em Jee Sin Sim See, que a teria ensinado a Hung Hei-gun e Luk Ah-choi. O caractere "工", gung, do nome se justifica porque seu trabalho de pé percorre um caminho semelhante a esse caractere.
2. Fu Hok Seung Ying Kuen (虎鶴雙形拳 - "Punho Combinado da Forma do Tigre e da Garça"); é um aperfeiçoamento da forma anterior. Foi criado por Wong Fei-hung, adicionando técnicas de mão de ponte e bases do mestre Tit Kiu Saam, assim como técnicas de punho longo atribuídas aos estilos Fat Ga, Lo Hon e Lama. Existem rotinas com o mesmo nome que não pertencem ao hung gar.
3. Tid Sin Kuen (鐵線拳, "Punho da Linha de Ferro"); contrói força interna. É atribuída a Leung Kwan (梁坤; Liáng Kūn; 1815–1887), mais conhecido como Tit Kiuh-saam (鐵橋三; tiěqiáosān). Wong Fei-hung aprendeu-a quando era adolescente de Lam Fuk-sing (林福成; Línfúchéng) um aluno de Tit Sin-saam. A forma é uma combinação de Hei Gung (气功; qigong) ou respiração meditativa com exercícios isométricos, particularmente tensão dinâmica, embora pesos também sejam usados na forma de braceletes de ferro. Promove a força e uma base estável.
4. Sap Ying Kuen (十形拳, "Punho dos Dez Padrões"), também chamada de Ng Ying Ng Hong Kuen (五形五行拳, "Punho dos 5 Animais e dos 5 Elementos"). Serve como uma ponte entre a força externa do tigre-garça e o foco interno da linha de ferro. Foi criado por Wong Fei-hung e expandido por Lam Sai-wing (林世榮).

Também são praticadas formas de armas, como o bastão dos oito trigramas do quinto irmão (五郎八卦棍), o guan dao da primavera e outono (春秋大刀), e o garfo de tigre da família Yu (瑤家大扒). Também existem formas de dao (sabre), espada borboleta, lança e leque.  

## Na cultura popular
- Nas séries de desenhos animados Avatar: The Last Airbender e A Lenda de Korra, o estilo da terra é baseado no hung gar.
- Em Ip Man 2, o personagem Hung Chun-nam, interpretado por Sammo Hung, é um mestre de hung gar.

## Praticantes famosos
- Gordon Liu